# Pullach im Isartal

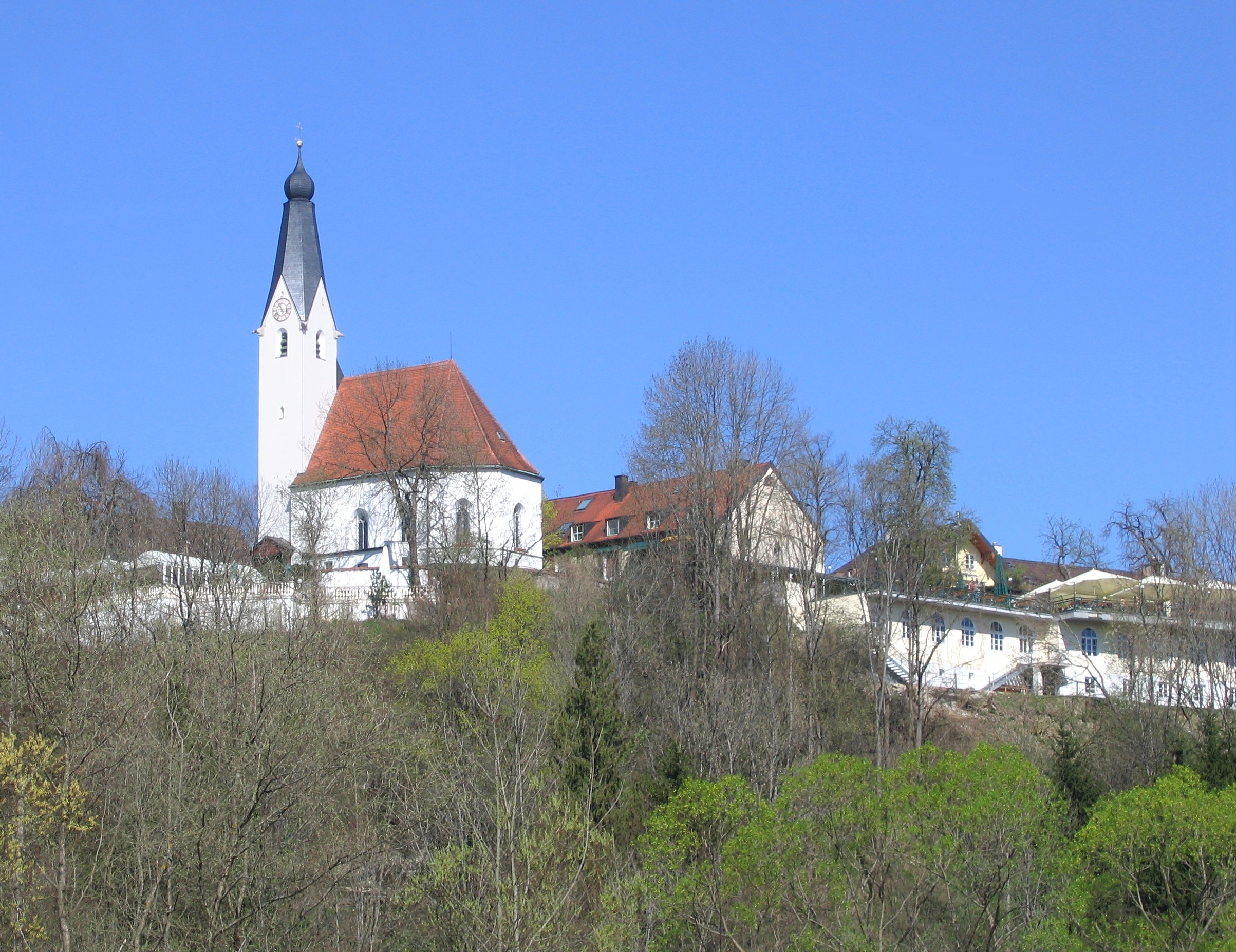
Pullach vom östlichen Isarufer gesehen

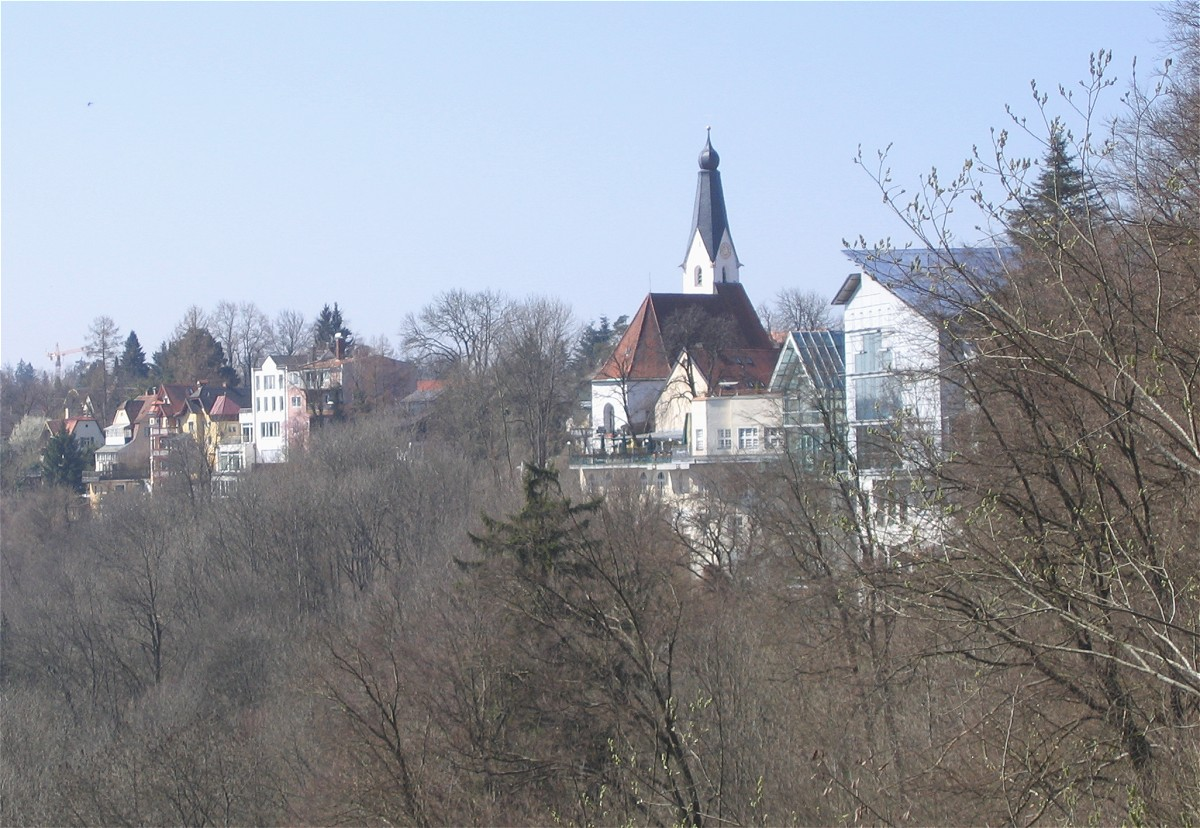
Pullach am Isarhochufer

Pullach im Isartal (amtlich: Pullach i. Isartal) ist eine Gemeinde und eine Ortschaft im oberbayerischen Landkreis München. Die östliche Gemeindegrenze wird von der Isar markiert, an deren linkem Ufer die Gemeinde liegt.
„Pullach“ wurde teilweise als Synonym für den Bundesnachrichtendienst (BND) gebraucht, weil sich hier von 1956 bis 2019 die BND-Zentrale befand.

## Geografie

### Geografische Lage
Die Gemeinde liegt am westlichen Hochufer der Isar südlich von München.

### Geologie
Pullach liegt in der während mehrerer Eiszeiten entstandenen Münchner Schotterebene. Die Isar hat sich seitdem 40–50 m eingegraben und ein Hochufer ausgebildet. Am Fuß des Hochufers wurde die Grundwasserschicht angeschnitten, so dass dort zahlreiche Quellen zu Tage treten.

### Nachbargemeinden
Nachbargemeinden sind Grünwald am gegenüberliegenden Isarhochufer sowie südlich Baierbrunn. Im Norden grenzt Pullach an München, namentlich die Stadtteile Solln und Thalkirchen. Im Westen liegt das gemeindefreie Waldgebiet Forstenrieder Park.

### Gemeindegliederung
Es gibt drei amtlich benannte Gemeindeteile (in Klammern ist der Siedlungstyp angegeben):
- Großhesselohe (Stadtrandsiedlung)
- Höllriegelskreuth (Industrieort)
- Pullach im Isartal (Pfarrdorf sowie Hauptort)

Zu den weiteren Ortsteilen, die keine amtlich benannten Gemeindeteile sind, zählen die Adolf-Wenz-Siedlung, die Gartenstadt und das Isarbad.

#### Adolf-Wenz-Siedlung
Die Siedlung liegt im Norden Pullachs zwischen dem Isar-Werkkanal im Osten und dem Hang des Isarhochufers im Westen. In Nord-Süd-Richtung erstreckt sie sich von der Stadtgrenze Münchens bis zur Großhesseloher Brücke. Sie entstand aus den Unterkünften für die Arbeiter einer dort gelegenen Klinkersteinfabrik. Die Siedlung ist mit dem Auto vom übrigen Gemeindegebiet aus nur über das Münchner Stadtviertel Thalkirchen oder eine steile Privatstraße zu erreichen.

#### Gartenstadt
Die Gartenstadt wurde seit Mitte der 1920er Jahre westlich der Bahnlinie zwischen Jaiser–, Gistl–, Birken– und Wolfratshauser–Str. unter der Gesamtplanung des Architekten und Künstlers Richard Riemerschmid erbaut. Von den ursprünglichen Holz-Fertighäusern (von den geplanten 180 wurden nur 16 realisiert) sind nur wenige erhalten, zwei stehen unter Denkmalschutz, das zweigeschossige mit Zeltdach in der Joseph-Heppner–Str. 11 und das erdgeschossige mit Walmdach in der Gistlstraße 58 (Liste der Baudenkmäler der Gemeinde Pullach). In der Gartenstadt, die sich heute bis zum Industriegebiet in Höllriegelskreuth ausgedehnt hat, dominieren Reihen- und Einfamilienhäuser in lockerer Bebauung. Die Straßen tragen für Siedlungen dieser Art typische Namen wie Ahornallee, Tannenstraße und Siedlerweg.

#### Großhesselohe

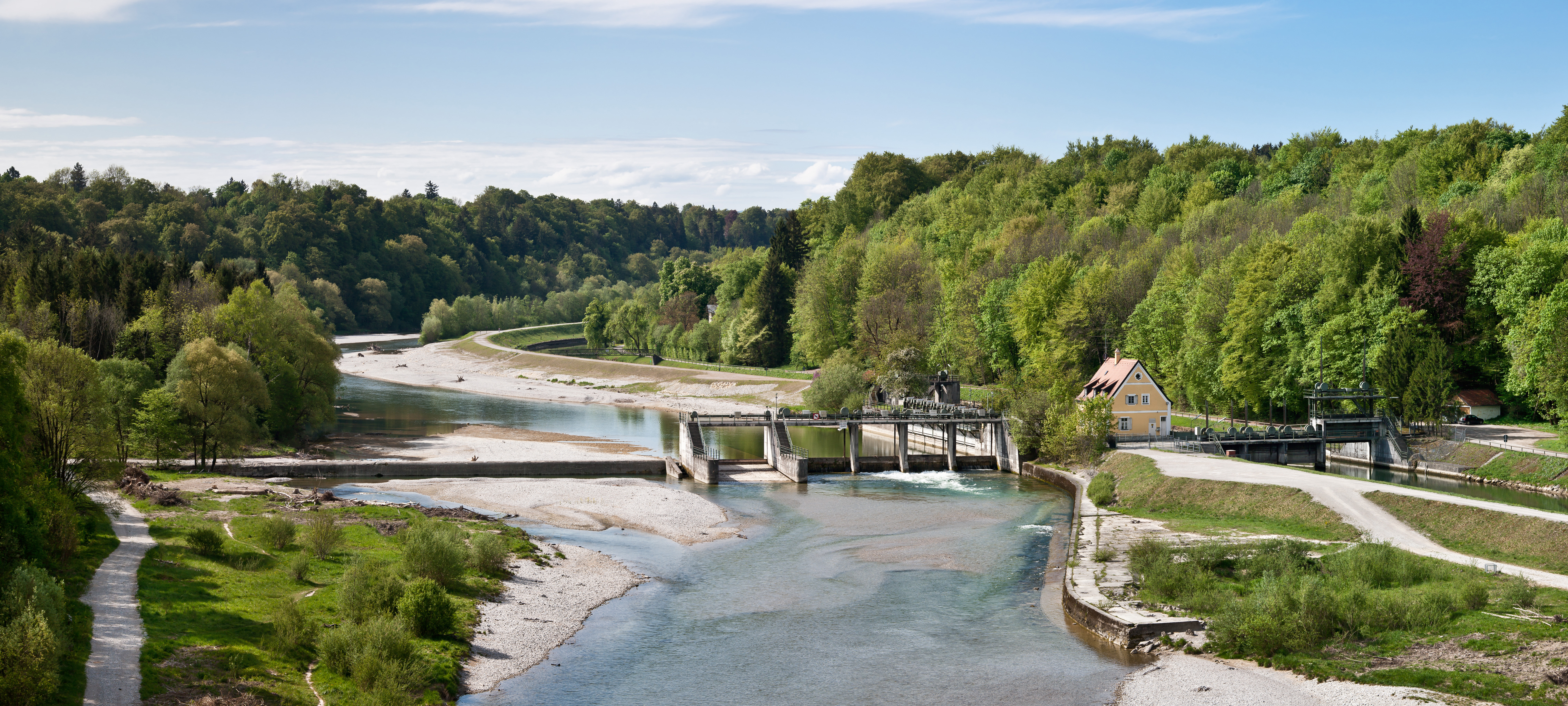
Wehranlage Großhesselohe unterhalb der Waldwirtschaft

Großhesselohe liegt im Norden der Gemeinde Pullach zwischen Solln und der Isar. Der Ort geht auf die Schwaige Hesselohe zurück, die zu Beginn des 19. Jahrhunderts in Abgrenzung zu dem im Englischen Garten neu entstandenen Kleinhesselohe in Großhesselohe umbenannt wurde. Auf dem Gelände der Schwaige entstand 1820 eine Brauerei mit Bierkeller, woraus sich die Waldwirtschaft Großhesselohe entwickelte. Zu Beginn des 19. Jahrhunderts wurde die Landwirtschaft aufgegeben und das Gelände der Schwaige parzelliert und bebaut. Das Ortsbild ist überwiegend geprägt durch Villen sowie ein- bis zweigeschossige Ein- und Mehrfamilienhäuser. Zentral liegt die Pfarrkirche Hl. Dreifaltigkeit.
Den Westen des Ortes durchquert die Bahnstrecke Solln–Wolfratshausen der S-Bahn München. In dem ehemaligen Bahnhofsgebäude des Haltepunkts Großhesselohe Isartalbahnhof wurde 1988 ein Brauhaus mit Wirtschaft eingerichtet. Im Norden Großhesselohes stehen an der Bahnstrecke München–Lenggries noch Reste des von den Königlich Bayerischen Staatseisenbahnen gebauten Bahnhofs Großhesselohe, der am 31. Mai 1981 aufgegeben wurde. Von dort aus führt die Großhesseloher Brücke über die Isar in die Münchner Villenkolonie Menterschwaige.

#### Höllriegelskreuth
Im nach Franz Höllriegel benannten Gemeindeteil Höllriegelskreuth befindet sich der Großteil der Pullacher Gewerbe- und Industrieunternehmen. Das Gebiet wurde in jüngerer Zeit durch zwei Lebensmittelmärkte ergänzt, die auf dem Gelände des ehemaligen „Großmarktes Pullach“ sowie einer Holzhandlung errichtet wurden. Östlich der S-Bahn-Trasse entstanden in den letzten Jahren zudem die sog. Garden Offices (engl., „Gartenbüros“), zu denen auch die neue Zentrale der Sixt AG gehört.

#### Isarbad
Dieser Ortsteil besteht nur aus wenigen Häusern, dem ehemaligen Bade- und dem Kurhaus am Fuß des Hochufers direkt am Isarkanal, sowie dem Isarkraftwerk und einigen kleineren Bauten.

#### Pullach im Isartal
Der Hauptort um den Kirchplatz bildet den Kern der Gemeinde. Am Kirchplatz befinden sich das Pullacher Bürgerhaus, die Heilig-Geist-Kirche sowie das denkmalgeschützte Gasthaus Rabenwirt, dessen Geschichte 1852 mit einer Bierzäpflerei für die Arbeiter an den nahegelegenen Steinbrüchen begann. 1852 erhielt der damalige Wirt eine Vollkonzession und der spätere Eigentümer und Wirt, Anton Köck, betrieb das Gasthaus erfolgreich bis zum Tode seiner Frau 1888. Dann verpachtete er es an den Bildhauer und Initiator der Künstlergemeinschaft „die Raben“, Josef Heppner, welcher damals die Wirtstochter Anna Iberl aus der Gaststätte Iberl in Solln geehelicht hatte und sich dort jüngst als Wirt verdingte. Familie Heppner erwarb das Anwesen 1899, erweiterte es bis 1903 um großzügigen Villenanbau nördlich des Anwesens und schuf Platz für damals bis zu 5000 Gäste. Nach einer wechselvollen Geschichte und dem Verkauf durch die Söhne der Familie Heppner an eine familiäre Verschwägerung in den 1930er Jahren, wurde das Gebäude ab 1985 bis 2015 von den Hauseigentümern und den nunmehr seit dem Jahr 2000 neuen Wirten und Pächtern, Sibylla & Klaus Abenteuer, umfangreich saniert. Am Isarhochufer ist die Jugendherberge Burg Schwaneck zu finden. Das Gelände der BND-Liegenschaft in Pullach erstreckt sich östlich der S-Bahn-Linie bis zur Isar und wird von der Heilmannstraße in der Mitte in zwei Teile geteilt. An der Wolfratshauser Straße befindet sich das Pater-Rupert-Mayer-Schulzentrum; das Gymnasium Pullach (von 2013 bis 2025 Otfried-Preußler-Gymnasium) und das Freizeitbad befinden sich nahe der S-Bahn an der Hans-Keis-Straße. Die Freiwillige Feuerwehr Pullach hat mit ihrem Standort im komplett renovierten und erweiterten Feuerwehrhaus in der Kagerbauerstraße eine zentrale Lage.

### Natur
Folgende Schutzgebiete berühren das Gemeindegebiet:
- Landschaftsschutzgebiet Verordnung des Bezirks Oberbayern über den Schutz von Landschaftsteilen entlang der Isar in den Landkreisen Bad-Tölz-Wolfratshausen, München, Freising und Erding als LSG (LSG-00384.01)
- Landschaftsschutzgebiet LSG Forstenrieder Park einschließlich Forst Kasten und Fürstenrieder Wald (LSG-00114.01)
- Fauna-Flora-Habitat-Gebiet Oberes Isartal (8034-371)

## Geschichte
Hügelgräber im Gemeindeteil Höllriegelskreuth nahe dem Isarhochufer belegen die Besiedelung schon in keltischer Zeit. Auch die Römerstraße von Salzburg nach Augsburg überquerte das tief eingeschnittene Isartal südlich von Pullach.
Eine Kirche in Pullach wird für das Jahr 806 (nach anderen Angaben 804) in einem Güterverzeichnis des Herzogs Arnulf aus dem Jahr 1060 verzeichnet.
Pullach war eine bäuerlich geprägte Gemeinde. Der Ortsname Pullach leitet sich von den hier heimischen Buchen sowie der Endung Loch ab, die Wald oder Hain bedeutet. Eine erste sichere Erwähnung einer Kirche ist in der Konradinischen Matrikel als Filialkirche von Thalkirchen (München) im Jahr 1315 zu finden. Ende des 15. Jahrhunderts, als die heutige alte Kirche gebaut wurde, hatte der Ort nur etwa 250 Einwohner. Der Ort war nicht wohlhabend, was sich auch daran zeigt, dass der Bau der Kirche durch wohlhabende Münchner Patrizier unterstützt wurde. Pullach hatte lange keine eigene Schule, die Kinder mussten ins nördlich gelegene Thalkirchen laufen, wo es seit 1686 eine erste Schule gab. Ab 1795 gab es eine Schule in Hesselohe, die aber nur einige der Kinder aus Pullach aufnahm. Ein eigenes Pullacher Schulhaus wurde erstmals 1837 erbaut. Beide Schulen waren in kirchlicher Trägerschaft. Eine Volksschule in öffentlicher Hand gab es ab 1877.
Die Einwohnerzahl Pullachs blieb bis in die Mitte des 19. Jahrhunderts schwankend bei etwa 200 Personen. Erst mit der Industrialisierung wuchs die Einwohnerzahl rasch an.
Mit dem Bau der Maximiliansbahn 1854 und dem Bau der Isartalbahn 1891 entwickelte sich Pullach als regionales Ausflugsziel. Zur Bewältigung des hohen Fahrgastaufkommens am Staatsbahnhof hatte der Bahnhof mindestens 6 Gleise. Die Münchner pilgerten von dort in Scharen entlang des Isarhochufers zu den großen Biergärten, der Waldwirtschaft in Großhesselohe und dem Rabenwirt im Ortszentrum, die jeweils mehr als 5000 Plätze hatten, sowie dem Bürgerbräu.
Nebenbei entwickelte sich Pullach zu einer Künstlerkolonie südlich von München. Mehrere Villen aus dieser Zeit am Isarhochufer sind erhalten, u. a. die klassizistische Burg Schwaneck, erbaut durch Ludwig von Schwanthaler, die heute größtenteils als Jugendherberge genutzt wird.
1892 entstanden in Pullach ein Bade- und ein Kurhaus an der Isar, die allerdings nur bis 1904 in Betrieb blieben.
Ab 1894 wurde das Wasserkraftwerk Höllriegelskreuth errichtet, ein weiteres Wasserkraftwerk entstand 1901 in Pullach. Diese legten den Grundstein für die Industrialisierung Pullachs durch die Firmen Lindes Eismaschinen (heute Linde AG) Elektrochemischen Werke München (heute United-Initiators).
In den Jahren 1936 bis 1938 auf einem Gelände, das bis dahin zur Schwaige Hesselohe gehört hatte, die Reichssiedlung Rudolf Heß (damals Bormann-Siedlung genannt) als Wohnort für die Parteielite der NSDAP errichtet. Schon vor ihrem Bau hatte Martin Bormann aus Mitteln der Partei westlich der heutigen Heilmannstraße Grundstücke erworben. Auf diesen wurden nun durch den Architekten Roderich Fick auf ein zentrales Stabsgebäude ausgerichtete Ein- und Zweifamilienhäuser in schlichter Walmdach-Bauweise errichtet. Das Stabsgebäude war als repräsentative Villa ausgestattet und diente auch der Familie Bormann als Unterkunft. Auf dem östlich der Heilmannstraße gelegenen Grundstück wurde in den Jahren 1943 bis 1944 das Führerhauptquartier Siegfried als eines von 16 Hauptquartieren von der Organisation Todt errichtet. Das Führerhauptquartier bestand aus einem zentralen Bunker, Nahverteidigungsturm, Verwaltungs- und Mannschaftsgebäuden und war durch einen eigenen Bahnanschluss von der Isartalbahn aus erschlossen. Es wurde nie als Hauptquartier benutzt.
Nach dem Krieg wurde das Gelände nicht zurückgegeben. Die Vorgängerorganisation des Bundesnachrichtendienstes, die Organisation Gehlen, bezog am 6. Dezember 1947 auf dem Gelände der Reichssiedlung Rudolf Heß und des Führerhauptquartiers Siegfried seine Zentrale. 1956 entstand daraus die BND-Liegenschaft in Pullach.
Als eine der ersten Gemeinden im Münchner Umland nahm Pullach im Jahr 2005 eine kommunale Fernwärmeversorgung durch Geothermie in Betrieb. Über eine Bohrung in die Malmschichten wird 107 °C warmes Wasser für die Heizwärmeversorgung gefördert. Ende Juli 2006 fand eine große Festwoche zur 1200-Jahr-Feier der Gemeinde statt.
Zwischen 1988 und 2018 wuchs die Gemeinde von 7890 auf 8983 um 1093 Einwohner bzw. um 13,9 %.

## Politik

### Bürgermeister
Die Erste Bürgermeisterin ist Susanna Tausendfreund (GRÜNE). Diese wurde im Jahr 2014 Nachfolgerin von Jürgen Westenthanner (CSU). Das Amt des Zweiten Bürgermeisters bekleidet Andreas Most (CSU), das der Dritten Bürgermeisterin Cornelia Zechmeister (WIP).

### Gemeinderat
Der Gemeinderat von Pullach im Isartal besteht aus 21 Mitgliedern (mit der Ersten Bürgermeisterin) und setzt sich nach der Kommunalwahl 2020 wie folgt zusammen:
- SPD: 2
- Grüne: 6
- WiP: 4
- FDP: 2
- CSU: 6

### Wappen
| Wappen von Pullach im Isartal | Blasonierung: „Schräglinks geteilt durch einen silbernen Wellenbalken; oben in Blau eine bewurzelte silberne Buche, unten in Schwarz drei waagrechte silberne Leisten.“ |
| Wappen von Pullach im Isartal | Wappenbegründung: Die Buche stellt die Herkunft des Ortsnamens dar. Die um 1160 erwähnte Familie von Pullach wird auf das Uradelsgeschlecht der Herren von Baierbrunn zurückgeführt. Ein schwarzer Schild mit drei silbernen Leisten ist das Wappen der Baierbrunner. Der silberne Wellenbalken symbolisiert die Isar. Die Farben weiß und blau im Gemeindewappen weisen auf die ununterbrochene Zugehörigkeit des Gemeindegebiets zum Herzogtum Bayern hin. Pullach hat seit dem Jahr 1956 ein eigenes Gemeindewappen. |

### Gemeindepartnerschaften

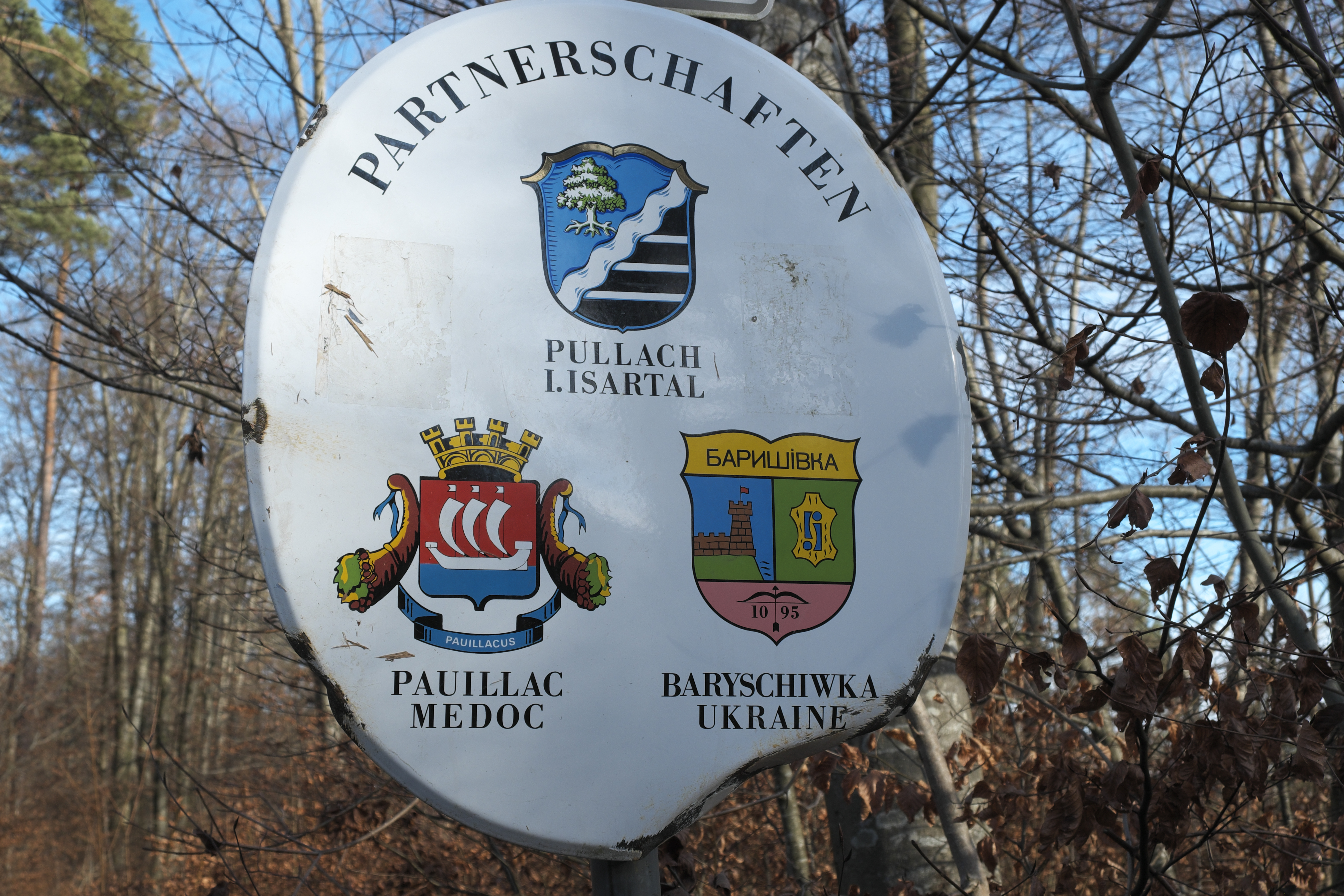
Städtepartnerschaftsschild an der gesperrten Straße zwischen Buchenhain und Höllriegelskreuth

Partnerschaften bestehen mit folgenden Orten:
- Pauillac im Médoc an der Gironde in Frankreich seit 1964
- Rajon Baryschiwka (Баришівка) und Stadt Beresan (Березань) in der Ukraine seit 1990

Zahlreiche Aktivitäten, wie zum Beispiel der Austausch von Schülern, Sportlern und Senioren sowie das jährliche Deutsch-Französische Freundschaftsfest verbindet Pullach mit Pauillac. Auch mit der Baryschiwka und Beresan besteht ein regelmäßiger Austausch, dabei spielt aufgrund der wirtschaftlichen Situation in der Ukraine auch die humanitäre Hilfe eine Rolle.

## Kultur und Sehenswürdigkeiten

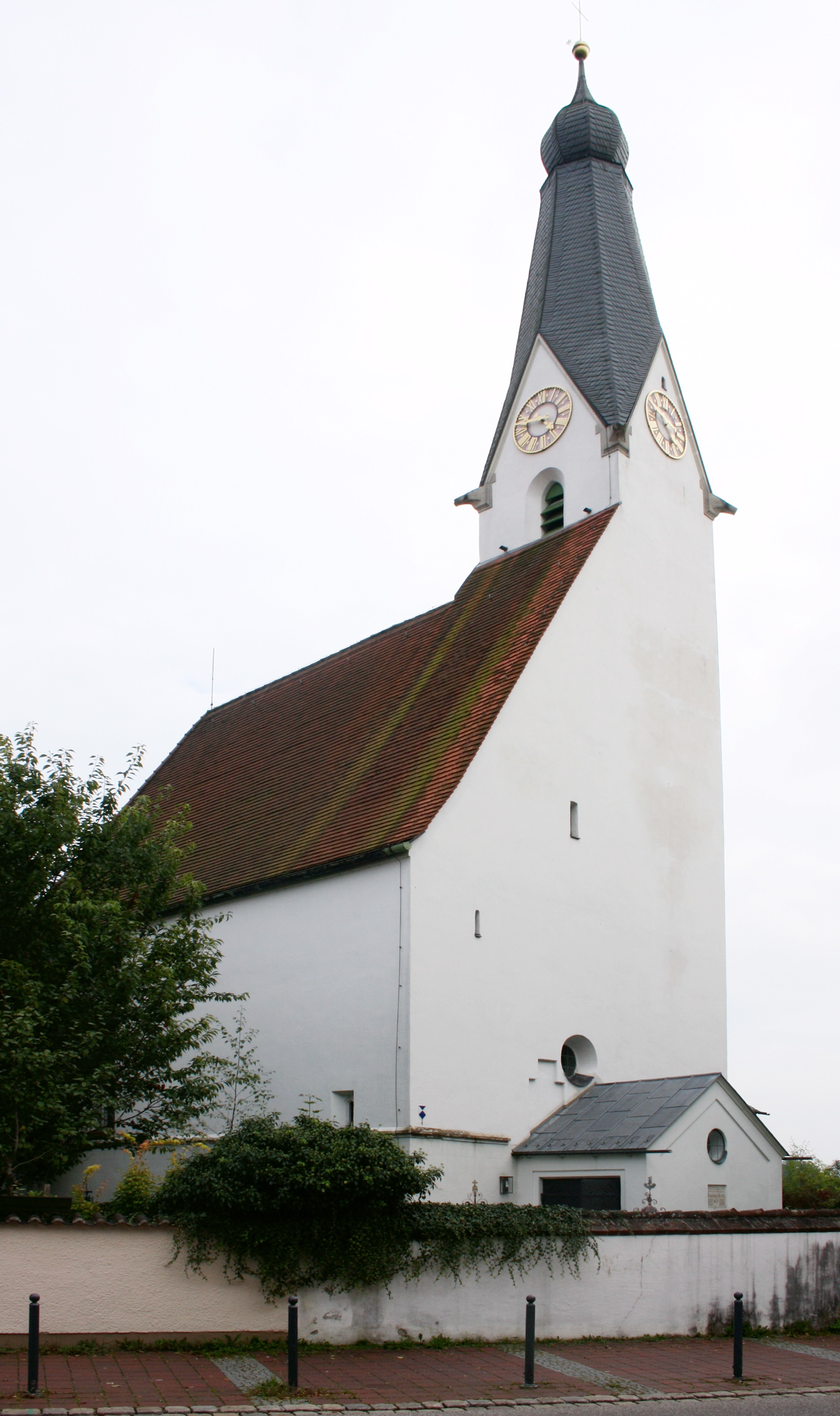
Heilig-Geist-Kirche

Siehe auch: Liste der Baudenkmäler in Pullach im Isartal und Liste der Bodendenkmäler in Pullach im Isartal

### Bauwerke
- Grabhügelfeld aus der Hallstattzeit am Isarhochufer im Ortsteil Höllriegelskreuth.
- Hohlweg zur Isar als Bestandteil der Römerstraße Salzburg-Augsburg am Südende von Pullach.
- Alte Heilig-Geist-Kirche am Kirchplatz, etwa 1480–1490 im spätgotischen Stil.
- Neue Heilig-Geist-Kirche an der Parkstraße, 1955–1956.
- Dreifaltigkeitskapelle von 1698 an der Waldwirtschaft Großhesselohe im Ortsteil Großhesselohe, nur zu besonderen Anlässen geöffnet.
- Burg Schwaneck, heute eine Jugendherberge. Der schöne Rittersaal und andere historisierende Räume sind nur bei öffentlichen Veranstaltungen zugänglich.
- Ehemaliger Bahnhof Großhesselohe der Isartalbahn von 1891.
- Ehemalige Jesuitenhochschule Berchmanskolleg (jetzt Erzbischöfliche Tagesheimschulen Pullach) von 1925, nicht öffentlich zugänglich.
- Großhesseloher Brücke, einst die welthöchste Eisenbahnbrücke, erbaut 1851 bis 1857, Neubau von 1985.

### Parks
Der Forstenrieder Park hat ein großes Wildgehege und ist ein beliebtes Ausflugsziel für Radler, Inlineskater und Spaziergänger.
Außerdem bietet der Park Wildschweinen ein Zuhause, deswegen ist er größtenteils eingezäunt und mit Gattern versehen.

### Natur
Pullach liegt am Hochufer der Isar. Diese hat sich hier etwa 40–50 Meter tief in die Münchner Schotterebene hineingegraben. Oben entlang des Hochufers führt ein Fuß- und Radweg von der Großhesseloher Brücke bis über das Südende von Pullach an der Grenze zu Buchenhain hinaus. Der Weg bietet schöne Ausblicke auf das Isartal und bei klarer Sicht einen Fernblick auf die Zugspitze und das Karwendel von einem Aussichtsplatz nahe der Burg Schwaneck.
Unten im Isartal hat die Isar die Grundwasserschichten angeschnitten, so dass es an vielen Stellen Quellen gibt. Früher dienten diese auch zur Trinkwassergewinnung von Pullach und mittels einer rund viereinhalb Kilometer langen Wasserleitung auch zur Trinkwasserversorgung von Schloss Fürstenried. Heute speisen sich daraus einige artenreiche Feuchtbiotope.

### Sonstiges
Der Isarkanal wird im Sommer von Flößen befahren. Am Wasserkraftwerk Pullach rutschen die Flöße auf einer Floßrutsche mit 11 m Höhenunterschied herunter. Zu besichtigen am besten am Wochenende im Sommer etwa zwischen 14 und 17 Uhr.

### Ausflugsziele
Im Gemeindeteil Großhesselohe liegt die überregional bekannte Waldwirtschaft Großhesselohe, ein Jazz-Biergarten.

## Wirtschaft und Infrastruktur
Im Jahr 2022 erzielte Pullach Einnahmen aus der Gewerbesteuer in Höhe von 60 Millionen Euro. Mit einem Hebesatz von 260 % zählt die Gemeinde zu den steuerlich attraktivsten Standorten Deutschlands. Pullach ist etwa steuerlich deutlich günstiger als die Landeshauptstadt München (Gewerbesteuerhebesatz 490 %). Im Landkreis München liegt der Gewerbesteuerhebesatz von Pullach gleichauf mit Aying. Einen niedrigeren Hebesatz haben im Landkreis lediglich Grünwald (Gewerbesteuerhebesatz 240 %), Straßlach-Dingharting, Oberhaching und Gräfelfing (jeweils Gewerbesteuerhebesatz 250 %).
Pullach hat durch verschiedene Industrie- und Dienstleistungsunternehmen das dritthöchste Steueraufkommen pro Einwohner im Landkreis München nach Grünwald und Unterföhring (Stand 2007). Bei den Unternehmen ist besonders der Bereich Finanzdienstleistungen stark vertreten.
In Gewerbegebiet in Höllriegelskreuth haben die folgenden Unternehmen ihren Sitz:
- Linde AG mit den Geschäftsbereichen Gas (vormals Technische Gase) und Engineering (vormals Verfahrenstechnik)
- United Initiators GmbH & Co. KG (vormals Degussa Initiators) produziert Peroxide
- Autovermietung Sixt SE
- Bang & Olufsen, Vertrieb für den deutschsprachigen Raum
- cash.life AG Finanzdienstleistungen
- Schoeller Holding

Weitere größere Unternehmen mit Sitz in Pullach:
- Vermögensverwaltung DJE Kapital AG
- Hermes Arzneimittel GmbH
- Hannover Leasing
- LHI Leasing

### Verkehr
Die Isartalbahn verläuft in Nord-Süd-Richtung durch Pullach und war für die Entwicklung der Gemeinde im 20. Jahrhundert ausschlaggebend. Sie führt nun als Linie S7 des MVV von München nach Wolfratshausen und führte ehemals auch weiter bis Bichl. Im Gemeindegebiet liegen die von der Linie S7 meist alle 20 Minuten bedienten S-Bahn-Haltestellen Großhesselohe Isartalbahnhof, Pullach und Höllriegelskreuth. Am Nordrand der Gemeinde mündet die Bahnlinie heute in den Streckenverlauf der Bahnstrecke München–Lenggries ein. Diese quert dort mit der Großhesseloher Brücke im Pullacher Gemeindegebiet die Isar.
| Linie | Linienverlauf |
| ----- | --- |
| S7    | Wolfratshausen – Icking – Ebenhausen-Schäftlarn – Hohenschäftlarn – Baierbrunn – Buchenhain – Höllriegelskreuth – Pullach – Großhesselohe Isartalbahnhof – Solln – Siemenswerke – Mittersendling – Harras – Heimeranplatz – Donnersbergerbrücke – Hauptbahnhof |

### Bus
Pullach wird durch drei Regionalbuslinien des MVV erschlossen.
| Linie | Linienverlauf                                                              | Verkehrsunternehmen |
| ----- | -------------------------------------------------------------------------- | ------------------- |
| 222   | Neuperlach Süd () – Brunnthal Nord – Deisenhofen () – Höllriegelskreuth () | Geldhauser          |
| 270   | Höllriegelskreuth () – Pullach () – Georgenstraße – Solln ()               | Geldhauser          |
| 271   | Dietramszell – Straßlach – Höllriegelskreuth ()                            | Geldhauser und RVO  |

### Straßenverkehr

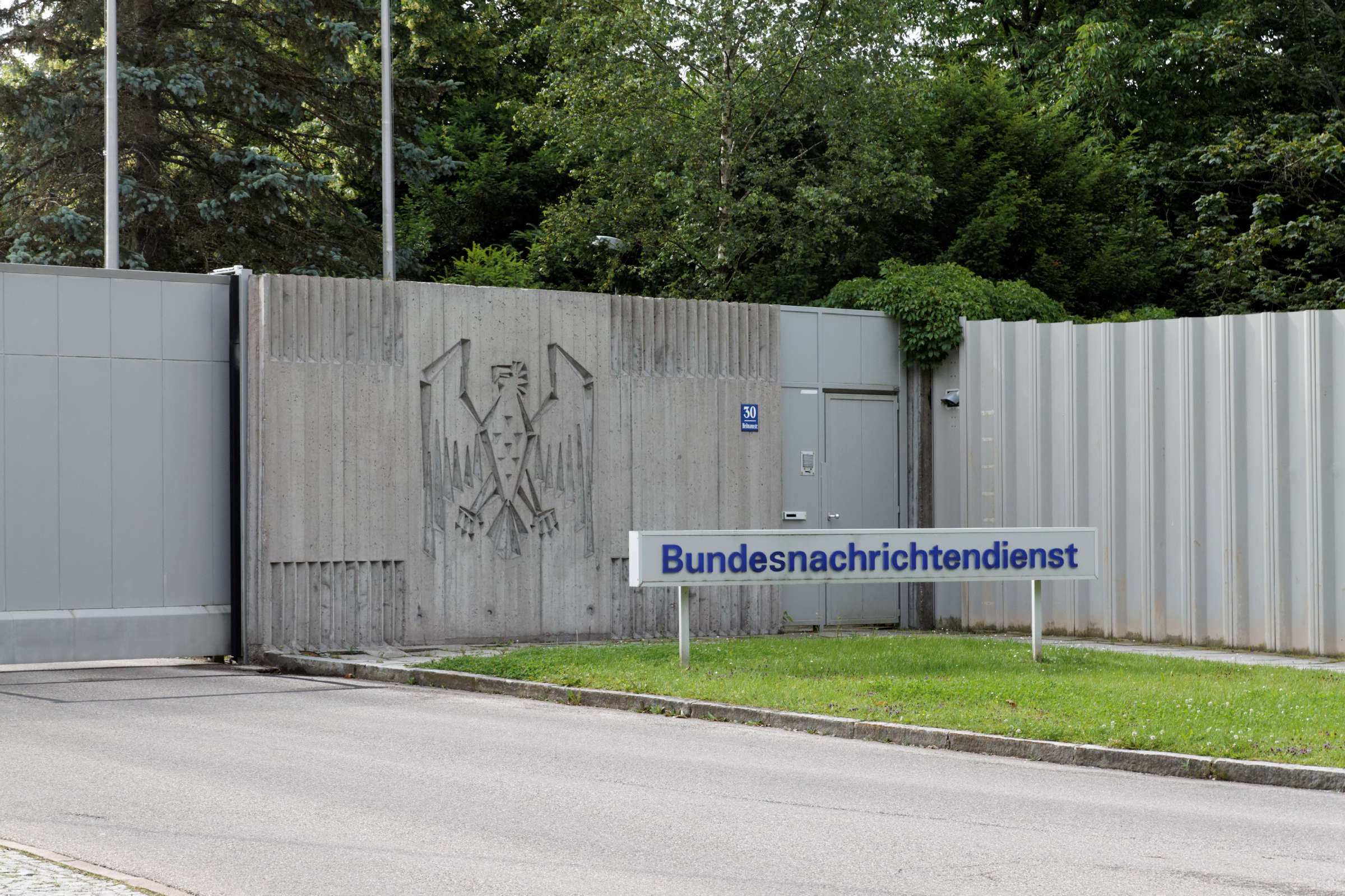
Bundesnachrichtendienst in Pullach

Ein Fuß- und Radweg unterhalb der Gleise der Großhesseloher Brücke führt nach München-Harlaching (Menterschwaige) und Grünwald.
Pullach liegt an der südlichen Ausfallstraße von München nach Wolfratshausen. Die Alte Wolfratshauser Straße durch Pullach ist heute nur mehr eine Ortsstraße, die B 11 wird über die 1957 angelegte Trasse westlich an den Pullacher Wohngebieten vorbeigeführt.
Pullach ist über die Staatsstraße 2872 mit der Grünwalder Isarbrücke im tief eingeschnittenen Isartal mit Grünwald verbunden.
Die nächsten Autobahnauffahrten sind Forstenried und Schäftlarn an der Garmischer Autobahn 95 sowie Oberhaching am Zubringer A 995 zur Autobahn München–Salzburg A 8.

### Bundesnachrichtendienst
Der Bundesnachrichtendienst hatte in der BND-Liegenschaft in Pullach von seiner Gründung am 1. April 1956 bis zur offiziellen Verlegung nach Berlin am 8. Februar 2019 seinen Sitz. Erst seit 1996 stand an der Zufahrt eine Tafel mit der Bezeichnung „Bundesnachrichtendienst“. Vorher gab es nur eine Beschriftung „Behördenunterkunft“. Eine weitere Tarnbezeichnung für die Liegenschaft war „Bundesvermögensverwaltung, Abteilung Sondervermögen, Außenstelle München“.
Der BND betreibt am Standort Pullach weiterhin das „Zentrum Technische Aufklärung“ mit – Stand 2024 – rund 1000 Beschäftigten.
Nachdem die Liegenschaft am Standort Pullach nicht mehr als Zentrale diente, sollte diese wesentlich verkleinert und unter anderem das ehemalige Reichssiedlungs-Areal westlich der Heilmannstraße komplett geräumt werden. Stand 2014 sollten die nicht unter Denkmalschutz stehenden, aufgegebenen Gebäude zum Großteil abgerissen werden. Die Gemeinde Pullach verfügte über die Planungshoheit für die freiwerdenden Geländeteile.

## Persönlichkeiten, die mit Pullach verbunden sind
- Simon Warnberger (1769–1847), Landschaftsmaler
- Franz Höllriegel (1794–1858), Steinmetzmeister und Gründer von Höllriegelskreuth
- Ludwig von Schwanthaler (1802–1848), Bildhauer
- Jakob Heilmann (1846–1927), Architekt, Terrainentwickler, Bauunternehmer
- Otto Pfülf (1856–1946), berühmter Jesuitenpater und Buchautor, Spiritual am Berchmannskolleg Pullach 1932–1946; hier auch beigesetzt.
- Rudolf Herzog (1871–1953), Altphilologe, Archäologe, Medizinhistoriker
- Johannes Rabeneck (1874–1960), Jesuit und Dogmatiker am Berchmannskolleg Pullach
- Ludwig Koch SJ (1878–1936), Jesuit, Kirchenrektor an St, Michael München, auf dem Friedhof des Berchmannskollegs in Pullach bei München beigesetzt.
- Augustin Rösch SJ (1893–1961), Jesuit, Provinzial, Widerstandskämpfer gegen den Nationalsozialismus. P. Rösch wurde auf dem Friedhof des Berchmannskollegs in Pullach bei München beigesetzt.
- Ivo Zeiger SJ (1898–1952), römisch-katholischer Theologe und Jesuit. P. Ivo Zeiger wurde auf dem Friedhof des Berchmannskollegs in Pullach bei München beigesetzt.
- Lothar König SJ, Jesuit, Widerstandskämpfer gegen den Nationalsozialismus, P. König wurde am 8. Mai 1946 auf dem Friedhof des Berchmannskollegs in Pullach bei München beigesetzt.[20]
- Martin Bormann (1900–1945), Leiter der Parteikanzlei der NSDAP, Bewohner, Auftraggeber und Bauherr der Reichssiedlung Rudolf Heß
- Reinhard Gehlen (1902–1979), Leiter der Organisation Gehlen
- Georg Buntrock (1905–1979), Oberst der Bundeswehr und Geheimdienstler
- Hans Jürgen Kallmann (1908–1991), Maler
- Alois Grillmeier SJ (1910–1998), römisch-katholischer Theologe, Hochschullehrer, Jesuit und Kardinal. Er wurde auf dem Friedhof des Berchmannskollegs in Pullach bei München beigesetzt.
- Gerhard Wessel (1913–2002), Präsident des Bundesnachrichtendienstes
- Hermann Linde (1917–2015), Physiker und Manager, Ehrenbürger von Pullach
- Wolfgang Seibel SJ (1928–2024), Jesuit und Publizist, Er wurde auf dem Friedhof des Berchmannskollegs in Pullach bei München beigesetzt.
- Hubertus von Pilgrim (* 1931), Bildhauer, Professor an der Hochschule für Bildende Künste Braunschweig und an der Akademie der Bildenden Künste München
- Helmut Sturm (1932–2008), Maler, Mitbegründer der Gruppe SPUR, Professor an der Akademie der Bildenden Künste München
- Marion Giebel (* 1939), Altphilologin
- Klaus Gerhard Saur (* 1941), Verleger
- Hagen Lichtenberg (* 1943), Jurist und Hochschullehrer
- Jan Fleischhauer (* 1962), Journalist
- Michael Mittermeier (* 1966), Komiker
- Rochus Schmid (* 1968), Chemiker und Hochschullehrer